# El Bosque (kommun)
El Bosque är en kommun i Mexiko.   Den ligger i delstaten Chiapas, i den sydöstra delen av landet, 700 km öster om huvudstaden Mexico City. Arean är 241 kvadratkilometer.
Terrängen i El Bosque är bergig åt sydväst, men åt nordost är den kuperad.
Följande samhällen finns i El Bosque:
- El Bosque
- San Pedro Nichtalucum
- San Cayetano
- Álvaro Obregón
- Chabajebal
- Los Ángeles
- Altagracia
- El Carrizal
- Las Delicias
- San Miguel
- San Antonio el Brillante
- Tierra Caliente
- San Andrés la Laguna
- Mercedes la Ilusión
- La Trinidad
- Florencia
- Sabinotic
- San Francisco Conhó
- Argentina
- Carmen el Ocotal
- Unión Progreso
- Unión Tierra Tzotzil
- El Jardín
- Carmen Guayabal